# رابطة الجامعات الأوروبية
رابطة الجامعات الأوروبية (بالإنجليزية: European University Association)‏ هي منظمة تمثل أكثر من 750 مؤسسة من مؤسسات التعليم العالي في 46 دولة لتسهيل التعاون وتبادل المعلومات والخبرات في شؤون السياسات التعليمية والشؤون البحثية. وتشترك الجامعات ومؤسسات التعليم العالي في هذه الرابطة في العديد من المشاريع المشتركة في التدريس و البحث العلمي.
يرأس الرابطة حالياً السيد جورج وينكلر ويقع مقرها في بروكسل في عاصمة بلجيكا.

## وصلات خارجية
الموقع الرسمي للرابطة